# Syntormon cinereiventre
Syntormon cinereiventre är en tvåvingeart som först beskrevs av Friedrich Hermann Loew 1861.  Syntormon cinereiventre ingår i släktet Syntormon och familjen styltflugor. Inga underarter finns listade i Catalogue of Life.